# Koșecikî, Ovruci
Koșecikî (în ucraineană Кошечки) este un sat în comuna Lîstvîn din raionul Ovruci, regiunea Jîtomîr, Ucraina.

## Demografie
Componența lingvistică a localității Koșecikî
     Ucraineană (100%)
Conform recensământului din 2001, toată populația localității Koșecikî era vorbitoare de ucraineană (100%).